# Гацка
Га́цка (хорв. Gacka) — река в Хорватии, протекает в жупании Личко-Сеньска у границы национального парка Плитвицкие озёра. На значительном протяжении протекает под землёй.

## Описание
Длина реки составляет 61 км. Длина наземной части ранее составляла 32 км, но после работ по регулированию стока осталось лишь 11 км.. Площадь водосбора — 584 км² Наибольшая глубина — 10 м. Средняя температура воды летом — 10,8 °C, зимой — 7,9 °C.
Берёт начало в юго-восточной части плато Карст. Самый высокий источник находится на высоте 460 м над уровнем моря. Течёт на северо-запад в долине между хребтами Велебит и Мала Капела. Расход воды основного источника составляет 6,3 м³/с воды, расход воды в среднем течении реки — примерно 13,3 м³/с. На реке расположен город Оточац. Ниже Оточаца воды реки Гацка соединяются с водами реки Лика и далее по тоннелю попадают в водохранилище Гусич, а оттуда по другому тоннелю — в сторону Адриатического моря. Там вблизи устья воды рек используются для производства электроэнергии на ГЭС «Сень» и «Склопе».
В русле Гацки немало полостей и пещер. Исследование структуры русла началось лишь во второй половине XX века. До настоящего времени не исследовано ещё больше половины пещер Гацки.
На берегах Гацки развит туризм, особенно зелёный и рыболовный. В среднем течении реки часто проходят соревнования рыбаков, в частности традиционный ежегодный «Кубок Гацки». Река богата форелью, промысловый рыболовный сезон начинается 1 марта и заканчивается 31 октября.

## Галерея

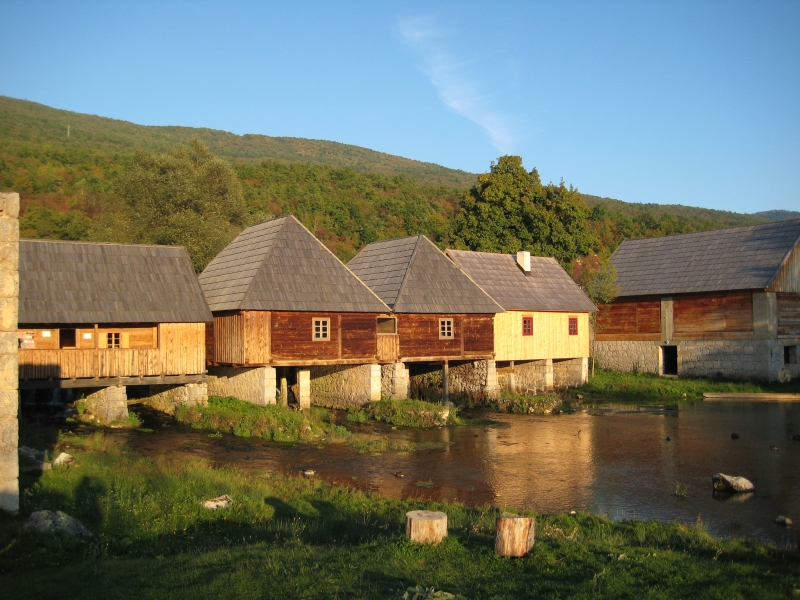
Маеровский источник
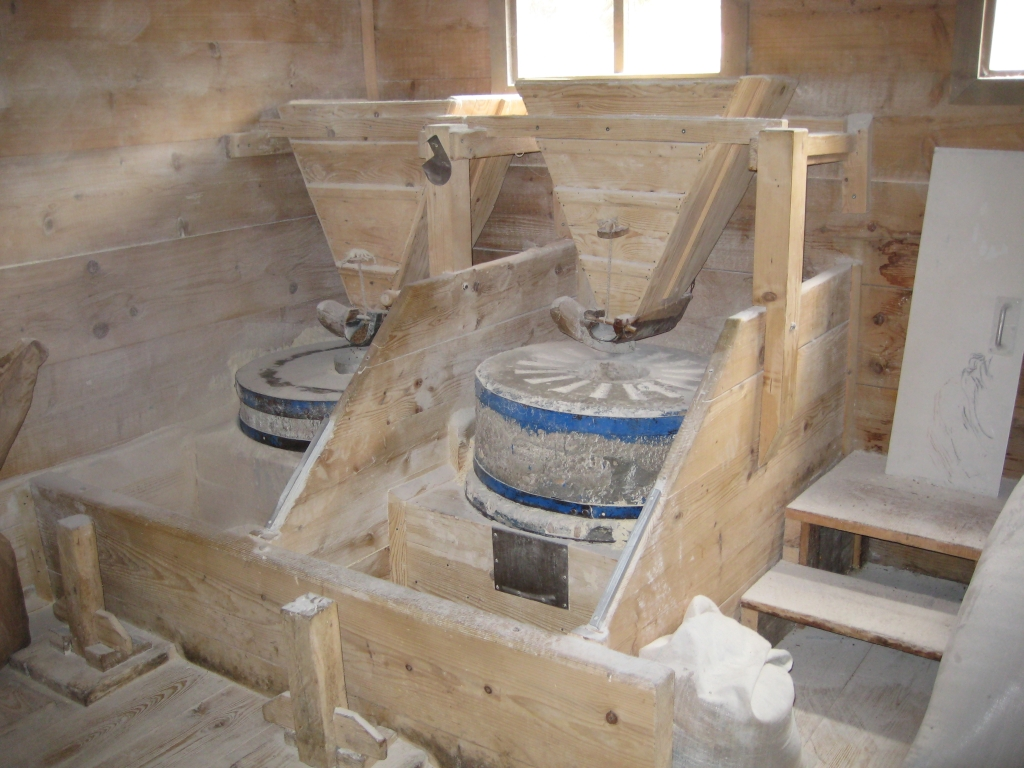
Мельница у Маеровского источника
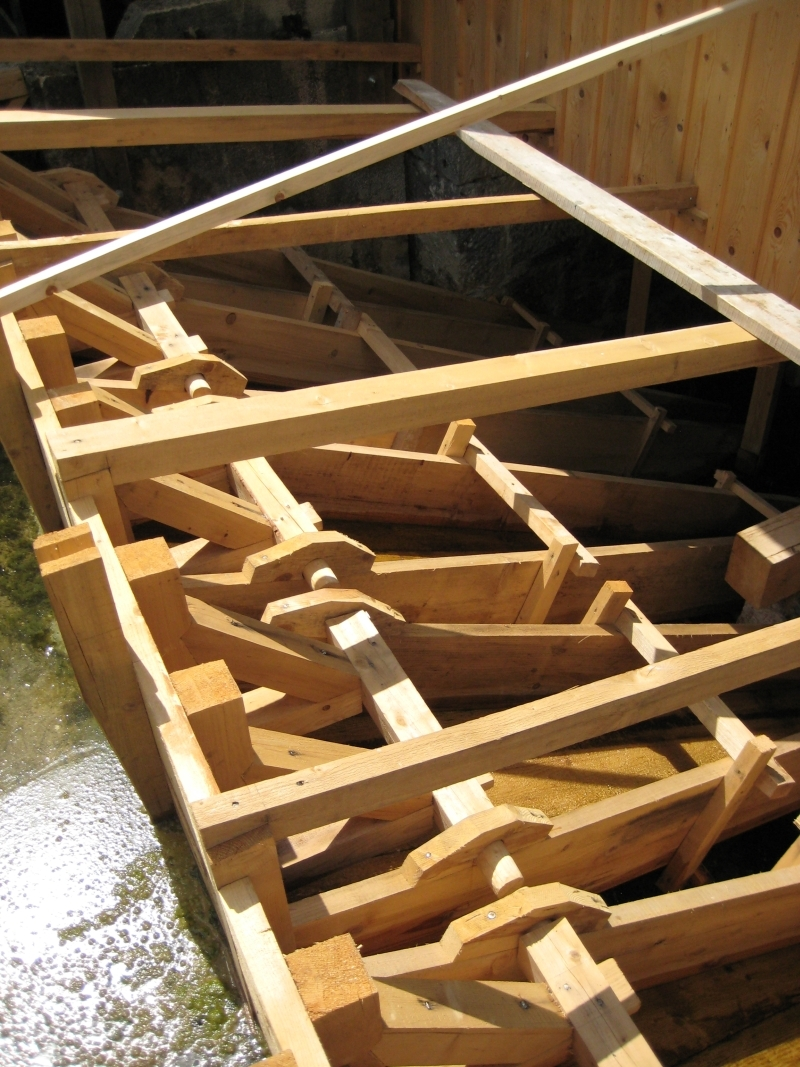
Старая мельница
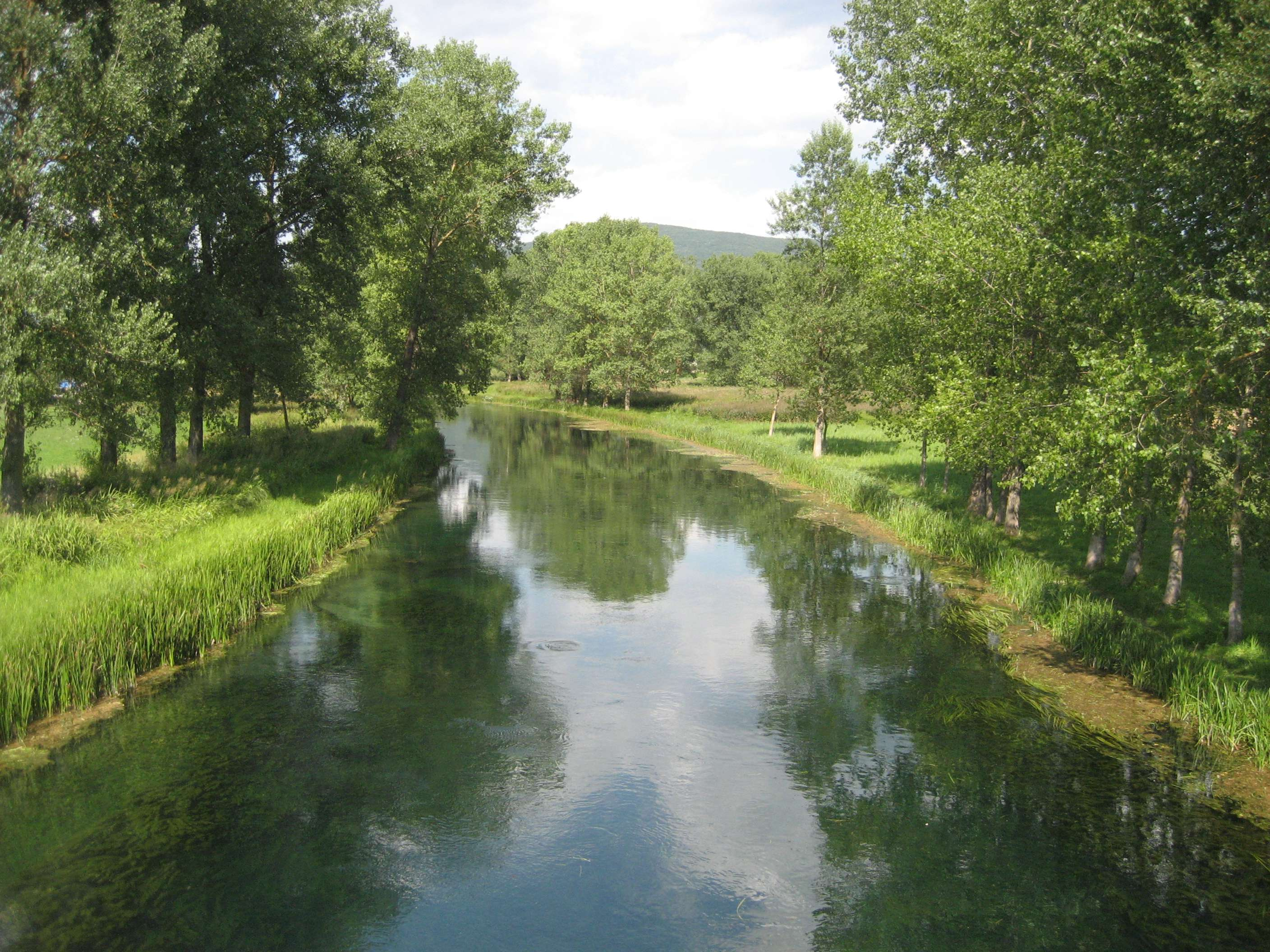
Вид с моста